# Kilpedder
Kilpedder är ett samhälle i republiken Irland.   Det ligger i grevskapet Wicklow och provinsen Leinster, i den östra delen av landet, 27 km söder om huvudstaden Dublin. Kilpedder ligger 93 meter över havet och antalet invånare är 1 287.
Terrängen runt Kilpedder är kuperad åt nordväst, men åt sydost är den platt. Havet är nära Kilpedder åt nordost.Runt Kilpedder är det ganska tätbefolkat, med 75 invånare per kvadratkilometer. Närmaste större samhälle är Kilquade, 2,0 km sydost om Kilpedder. Trakten runt Kilpedder består i huvudsak av gräsmarker.